# Universele islamitische verklaring van mensenrechten
De Universele Islamitische Verklaring van Mensenrechten werd op 19 september 1981 gepresenteerd door de Islamic Council of Europe op een congres over mensenrechten in de moslimwereld in Parijs. De Verklaring wordt voorafgegaan door het Koranvers Dit is een duidelijke verklaring voor de mensheid, een leiding en vermaning voor hen die zich God bewust zijn. (Soera Het Geslacht van Imraan 138)

## Historie
De onvrede met de Universele Verklaring van de Rechten van de Mens (UVRM), die in 1948 is opgesteld door de Verenigde Naties, was erin gelegen dat die verklaring zonder participatie van islamitische staten is opgesteld op een moment dat veel van die staten nog onder koloniaal bestuur of westers 'protectoraat' stonden, en die staten dus ook niet in de gelegenheid waren de UVRM te ondertekenen. Een mondiaal bindende verklaring met betrekking tot mensenrechten die door (voormalige) kolonisatoren was opgesteld, en ook voornamelijk vanuit een westers, seculier perspectief is geformuleerd, werd en wordt door veel niet-westerse landen niet als 'universeel' gezien, maar eerder als een soort 'mensenrechten-imperialisme' ervaren.
De formulering van de Universele Islamitische Verklaring van Mensenrechten heeft de uiterlijke kenmerken van de UVRM, maar is inhoudelijk gemodelleerd naar en ondergeschikt aan de voorschriften van de Koran en de soenna van Mohammed. 
Deze Universele Islamitische Verklaring van Mensenrechten is overigens niet het enige document in de moslimwereld dat zich met mensenrechten bezighoudt. Al eerder, in 1979, werd door geleerden van de Islamic Research Academy of Cairo, een instituut dat gelieerd is aan de in de islamitische wereld gezaghebbende al-Azhar Universiteit, een Draft of the Islamic Constitution opgesteld, waarin ook mensenrechten aan de orde komen. Dit was een soennitisch antwoord op de (sjiitische) grondwet van Iran (1997) en moet eerder worden beschouwd als een academische exercitie zonder rechtskracht, wat voor de grondwet van Iran uiteraard anders is.
Ten slotte is er de Caïro Declaration on Human Rights in Islam uit 1990, die is ondertekend door de ministers van Buitenlandse Zaken van de Organization of the Islamic Conference. De laatste twee artikelen 24 en 25 geven duidelijk aan dat alle artikelen in deze verklaring volledig ondergeschikt zijn aan de sharia.